# Ікарус

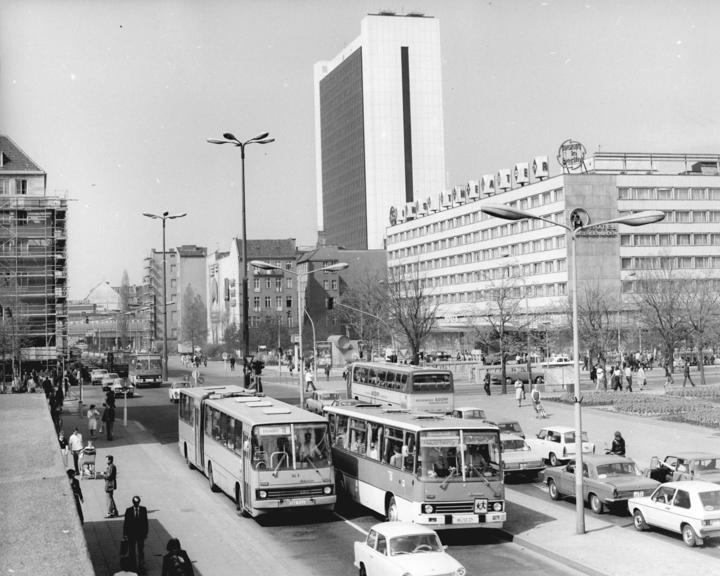
Автобуси Ікарус в пейзажі соціалістичного міста. Берлін, столиця НДР, 1979

Ікарус (угор. Ikarus, читається угорською як Ікаруш) — у 1970-80-ті роки найбільша в Європі, а нині невелика приватна автобусобудівна компанія, заснована в 1895 році як ковальсько-каретна майстерня в Будапешті.
Після періоду відносно локального виробництва, підприємство вийшло на принципово новий рівень в кінці 1960-х років із введенням в дію заводу в Секешфегерварі річною потужністю 15 тис. автобусів, побудованого спеціально для виробництва моделей 200-ї серії. У рамках торгових угод автобуси надходили до країн РЕВ, Алжиру, Мозамбіку, Танзанії та інших країни Африки, спеціальні моделі вироблялися для ФРН і скандинавських країн. Пізніше спільне виробництво автобусів Ікарус було організовано в США, Канаді, Індонезії, КНДР, Кубі. У 1970-і роки завод поставляв у СРСР до 10 тис. автобусів щорічно, пік поставок припав на 1984 рік. З 1953 року в СРСР поставлено майже 150 тис. угорських автобусів. У 1990-х роках країнами колишнього СРСР було закуплено велику кількість уживаних автобусів із країн Східної Європи. З 1993 по 2002 рік у Росії здійснювалось збирання нових автобусів Ікарус в Кургані (заводом КАВЗ), в Арзамасі (Арзамаським машинобудівним заводом), в Москві (заводом ТМЗ), а також деякими авторемонтними заводами і автобусними парками (наприклад, в Тольятті).
Поряд із масовими моделями, заводом в одиничних кількостях вироблялися унікальні автобуси, зокрема: передньомоторний 14-метровий низькопідлоговий Ікарус-290 для обслуговування аеропортів (1978), міські з пониженим рівнем підлоги і заднім розташуванням двигуна — одиночний Ікарус-242 і зчленований Ікарус-284 (1984), півтораповерховий Ікарус-270 (1975), міжміський Ікарус-254 з підвищеною висотою салону (1977), 23-метровий чотиривісний трисекційний Ікарус-293 (1988). Також, на численних виставках 1980-х років були представлені унікальні автобуси з вбудованими літаковими трапами: аеропортовий з двома кабінами (спереду і ззаду), а також туристичні для доставки пасажирів безпосередньо з готелю в літак — одиночний чотиривісний Ікарус-692 (1983) і зчленований тривісний Ікарус-695 (1985).
На вулицях Москви у 80-х роках можна було зустріти тролейбуси марки Ikarus, що зовні відрізнялися від автобусів тільки наявністю струмознімальних штанг. Декілька моделей тролейбусів Ікарус на базі кузовів 200 серії (в основному Ікарус-280) виготовлялось і поставлялось до Угорщини, Болгарії та Східної Німеччини.

## Історія

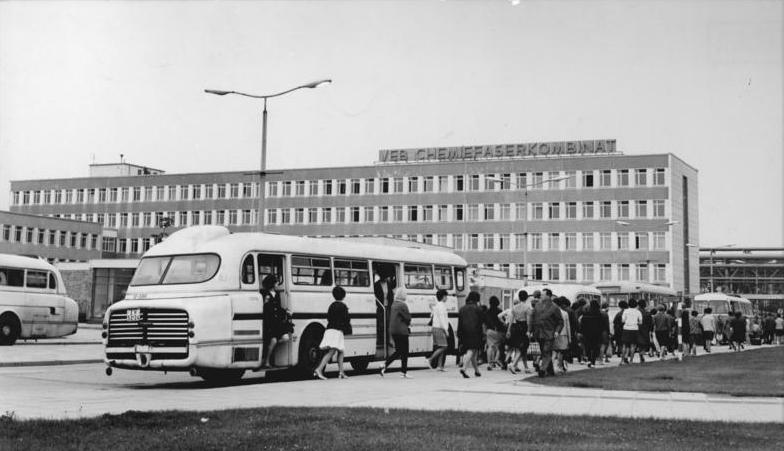
Характерна корма автобуса Ікарус-55, 1968 рік

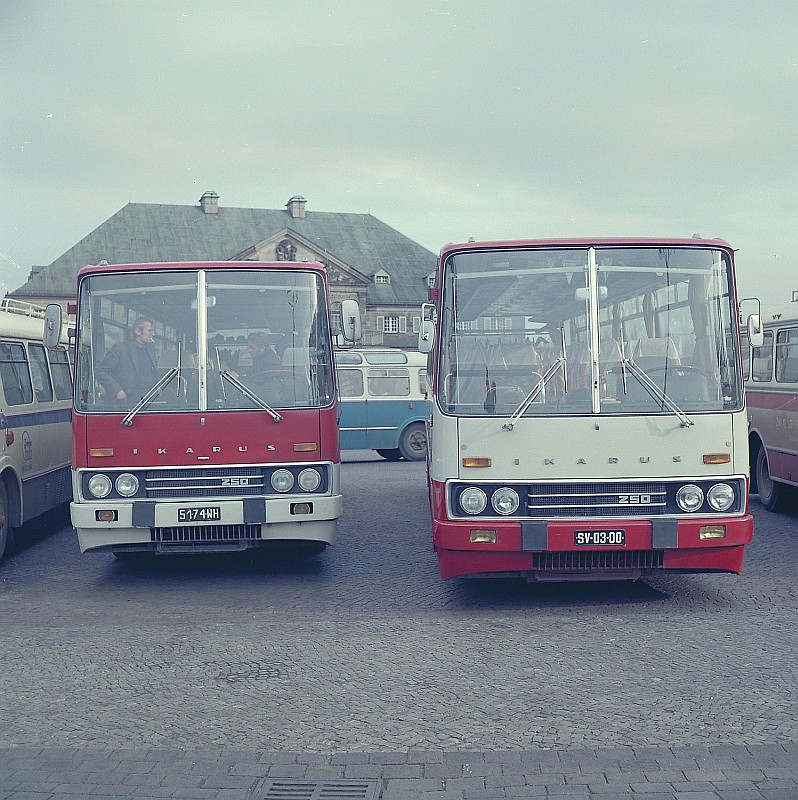
Автобуси Ікарус-250 на автовокзалі Дрездена, НДР, 1972 рік

Заснована в 1895 Імре Урі в Пешті (Угорщина) як каретна майстерня. У 1920-х роках почалося виробництво автобусних кузовів. У 1933 справа переходить до синів, фірма одержує назву ТОВ «Брати Урі». У 1939 зібраний 1000-й автобус. Під час Другої світової війни випускала літаки, ремонтувала автомобільну техніку для вермахту (з 1945 — для Радянської Армії).
У 1947 фірма націоналізована і передана Центру важкої промисловості. У 1948 році об'єднана з націоналізованим акціонерним товариством «Ікарус» (засновано в 1916 році). У 1949 році на базі двох фірм створений завод «Ікарус». У 1962 до «Ікарус» приєднаний Загальний механічний завод в Секешфегерварі. Влітку 1984 зібрано 200-тисячний автобус. Спеціалізувався на виробництві міських та міжміських автобусів. Велика частина продукції надходила на експорт, в тому числі в СРСР.
З 1991 входить в холдинг Irisbus. У 2004 році масове виробництво припинено, здійснює складання автобусів за індивідуальними замовленнями.
У свої найкращі часи Ikarus випускав до 14 тисяч автобусів на рік. Зараз компанія продовжує випуск невеликими партіями в умовах сильної конкуренції з численними європейськими фірмами.

### Найважливіші віхи історії Ikarus
- 1885 — засновник компанії Імре Урі відкриває ковальсько-каретну майстерню.
- 1916 — Моріц Емеї і Єні Вечеі засновують «Акціонерне товариство Ікарус з виробництва автомобілів і літаків».
- 1948 — підприємства «Т. О. О. Брати Урі» і «Акціонерне товариство Ікарус з виробництва автомобілів і літаків» націоналізуются і об'єднуються. Нова компанія отримує назву «Ікарус».[1]
- 1953 — початок випуску міжміського Ikarus-55
- 1955 — поява нових моделей Ikarus-620, 630, 631.
- 1962 — вироблено 8000 автобусів.
- 1970 — компанія зайняла друге місце на виставці в Монако, показавши своє становище в Європі.
- 1971 — до цього року було вироблено понад 100 тис. автобусів, продаж підвищувався з року в рік.
- 1984 — до цього року було вироблено 200 тис. автобусів
- У 1991 році компанія була розділена. Від основного заводу Ikarus Vehicle Construction Ltd в Секешфегерварі відокремився Будапештський завод малих серій EAG.[2]
- У 1999 році обидва заводи увійшли до групи Ikarusbus (що належав компанії Irisbus, створеної компаніями Renault і Iveco) і випускали автобуси під колишнью маркою — Ikarus. Моделі Ikarusbus перейменовані в 400-у і C-серії, а моделі EAG — в E-серію.[2]
- У жовтні 2003 року — основне підприємство було закрито.
- У 2006 році угорський бізнесмен Габор Селеш (Gábor Széles) викупив 100 % акцій Ikarusbus.
- У 2007 році знову починають випускатися моделі Ikarus C80, C83 та інші.
- У грудні 2007 року завод офіційно закривається через нерентабельність.
- У січні 2010 року Габор Селеш знову відкриває виробництво Ikarus, під старою маркою випускатимуться моделі V134, E134, V187, E127[3], також підприємство як і раніше виконує капітальний ремонт і модернізацію автобусів 200-ї, 400-ї і С-серій[4]. Нові моделі розроблені угорською автобусобудівною компанією Auto Rad Controlle Kft і вже кілька років випускаються під маркою ARC[5].

### Походження назви
Назва «Ікарус» стало автобусної торговою маркою після того, як фірма братів Урі, що випускала автомобілі та автобуси, була об'єднана з «Акціонерним товариством Ікарус з виробництва автомобілів і літаків» (Ikarus Gép és Fémgyár Rt). У назві останньої «Ікарус» походить від імені міфічного персонажа Ікара.

## Моделі автобусів Ікарус

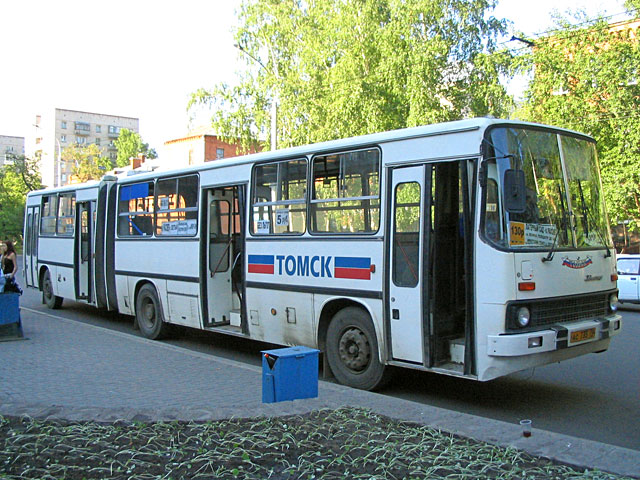
Ikarus-280 в Томську

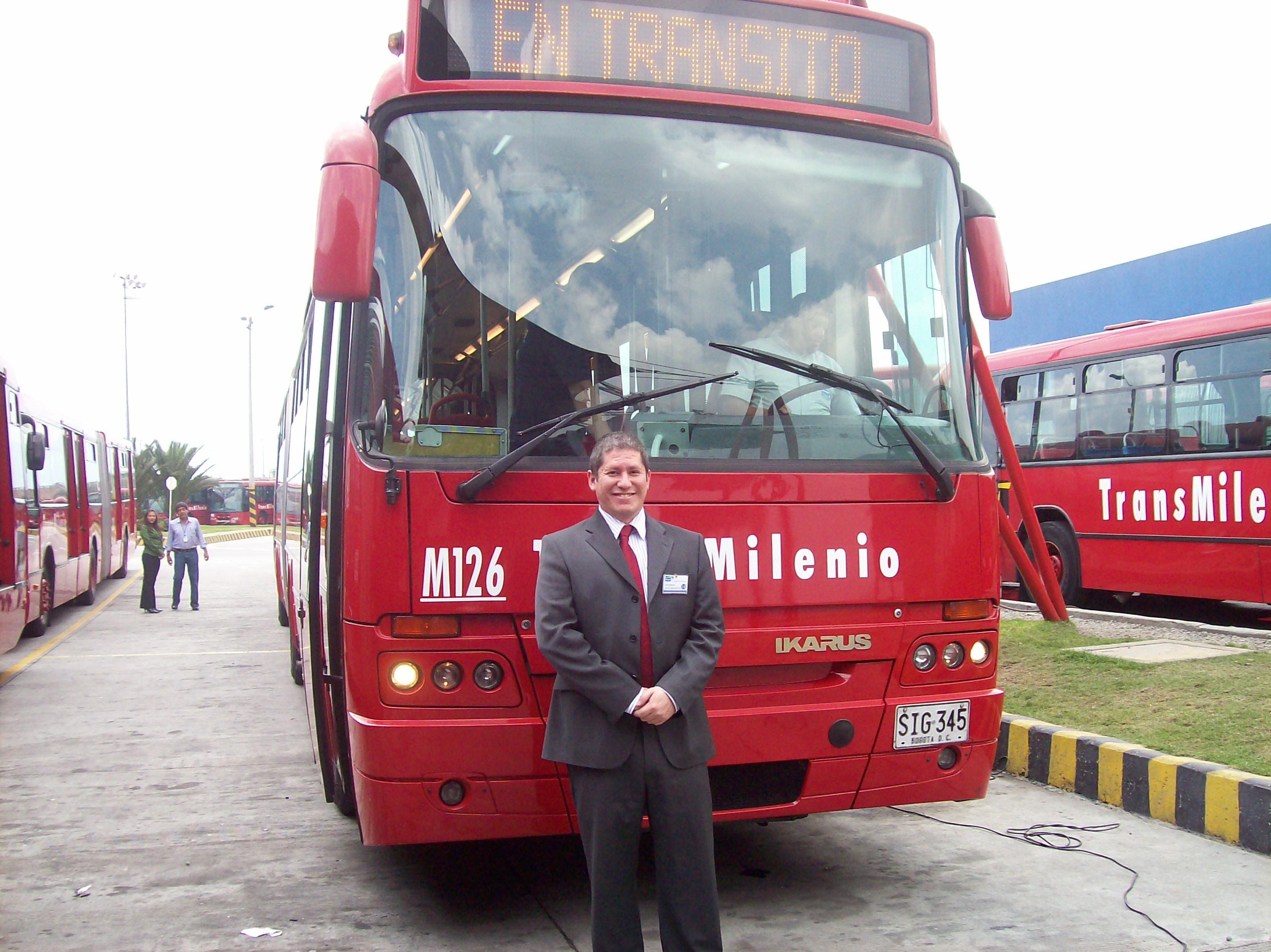
Ikarus C83.30G в Колумбії, 2006 рік

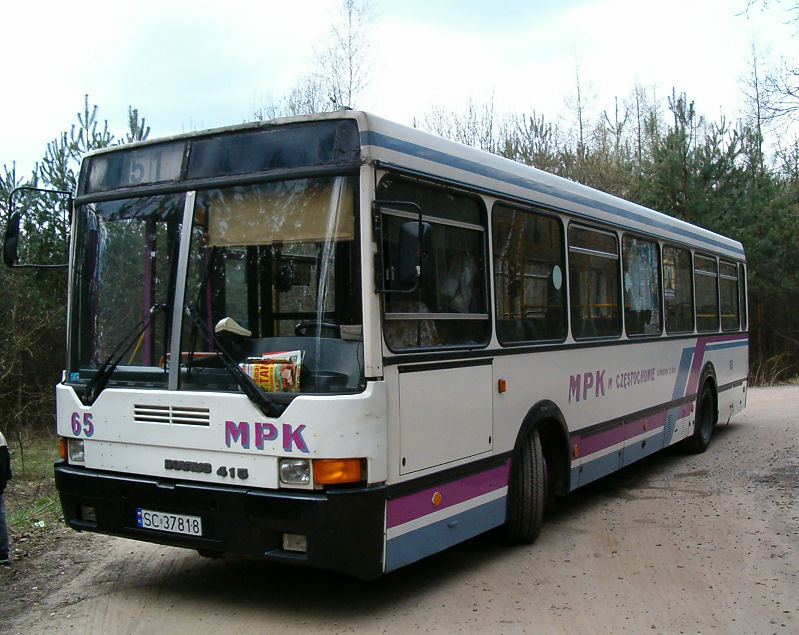
Ikarus-415

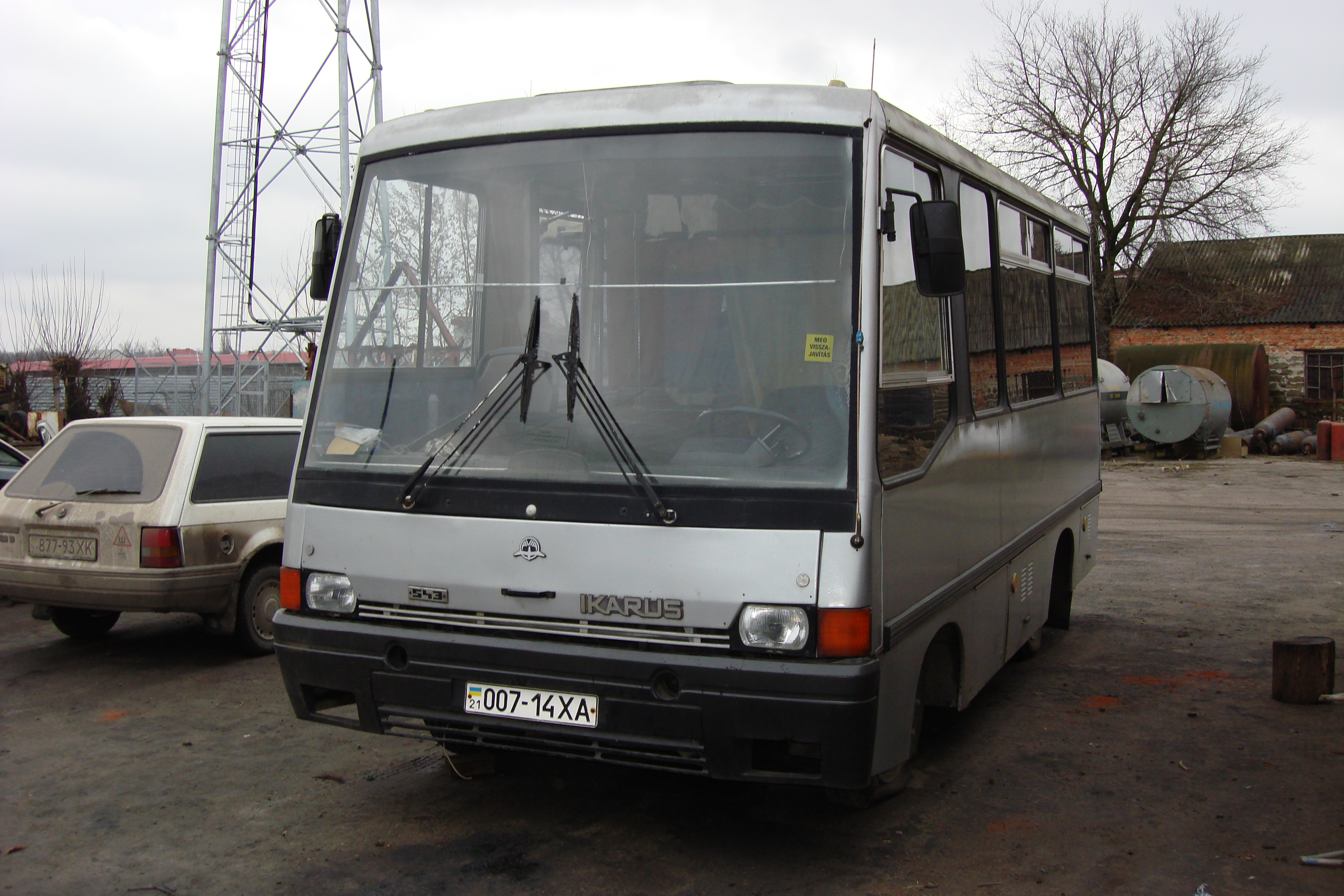
Ikarus-543.26 під Харковом, 2007 рік

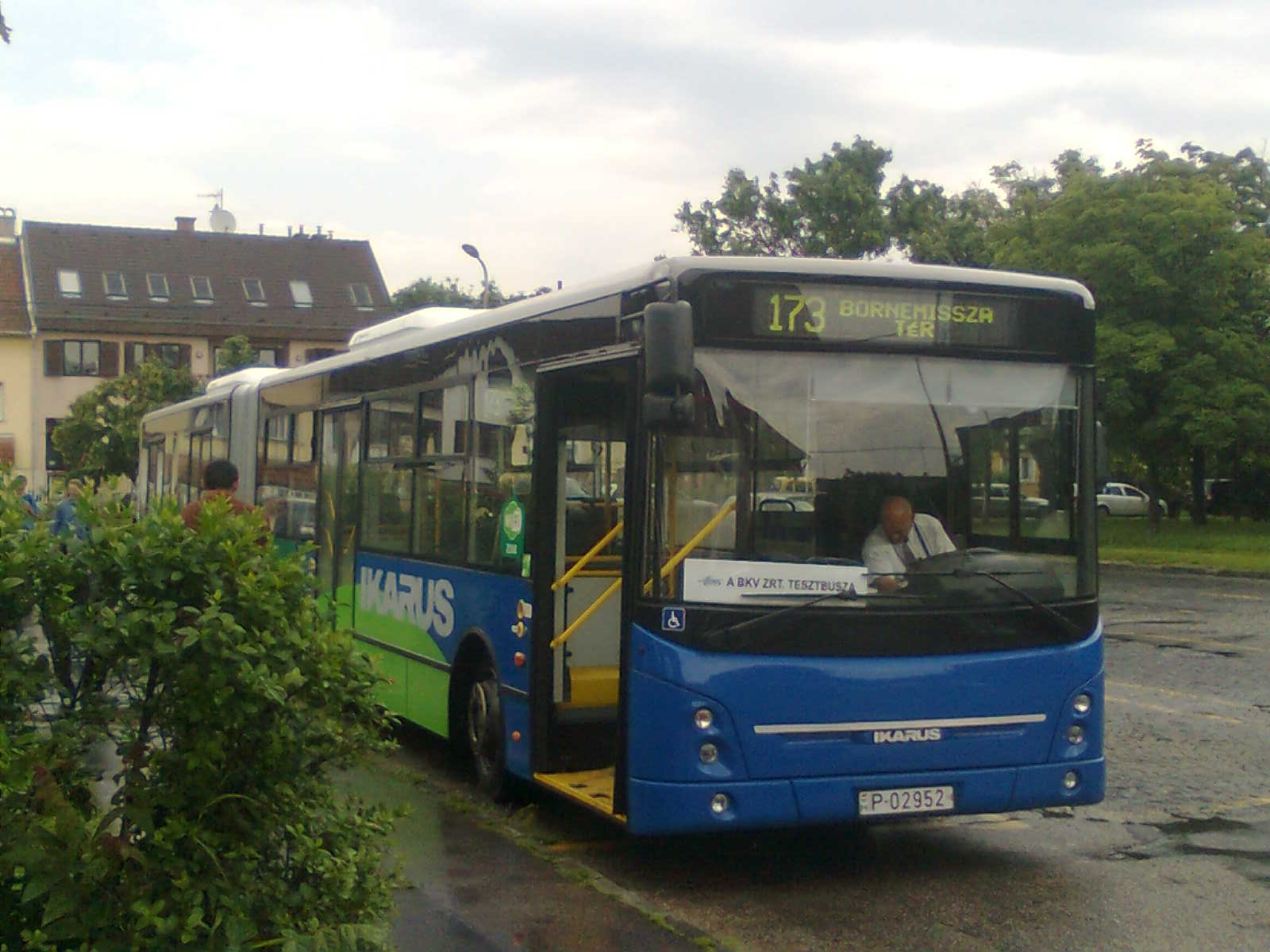
Ikarus V187

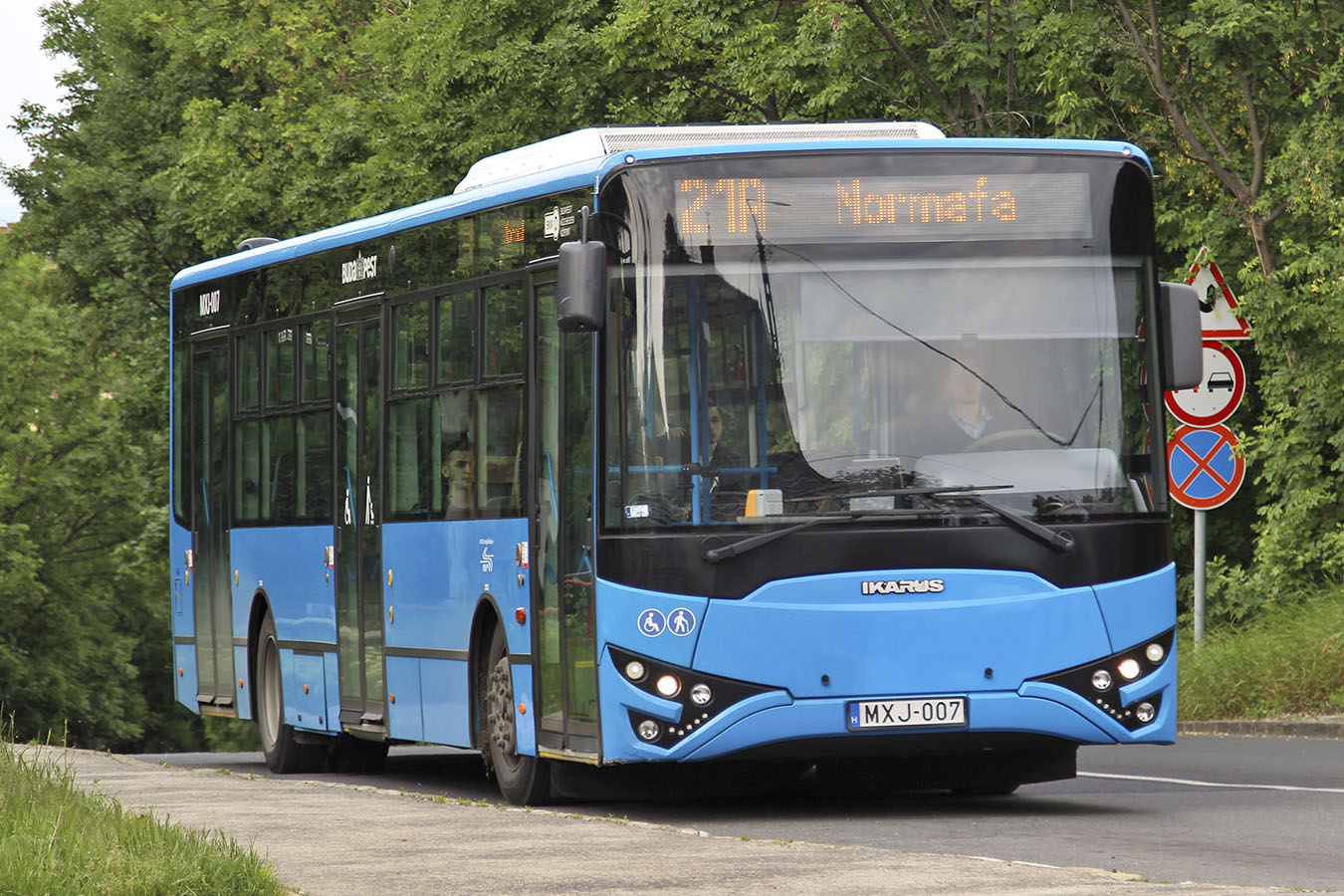
Ikarus V127

### 1950—1960 роки
- Ikarus-55 – міжміський
- Ikarus-66 – міський, на базі моделі Ikarus-55
- Ikarus-556 – міський
- Ikarus-620 – міський, дводверний, з двигуном в передній частині автобуса
- Ikarus-180 — міський, зчленований

### 1970—1980 роки
- Ikarus-211 — міжміський, короткий (8,5 м), на шасі IFA W50
- Ikarus-212 — міжміський
- Ikarus-242 — міський (низький)
- Ikarus-250 — міжміський
- Ikarus-250 SL — спеціального призначення, підвищеної комфортності
- Ikarus-254 — туристичний
- Ikarus-255 — міжміський
- Ikarus-256 — міжміський, довжина 11 м, 43-45 сидінь
- Ikarus-259 — міжміський
- Ikarus-260 — міський, довжина 11,1 м, 22 сидіння
- Ikarus-263 — міський, довжина 11,9 м
- Ikarus-270 — туристичний, дослідний зразок
- Ikarus-280 — міський, зчленований, завдовжки 16,5 м, 37 сидінь
- Ikarus-281 — міський, з правим кермом
- Ikarus-282 — міський, зчленований (низький)
- Ikarus-283 — міський, зчленований, довжиною 18 м.
- Ikarus-284 — міський, поєднана з розташуванням двигуна в задній частині (низький)
- Ikarus-286 — міський, зчленований
- Ikarus-290 — використовується (використовувався) в аеропортах для посадки / висадки пасажирів
- Ikarus-293 — автобус який так і не вийшов на вулиці міст в Росії

### 1990—2000 роки
- Ikarus-350
- Ikarus-386 — туристичний, довжина 11,6 м, двигун RABA D10 UTSLL-218 (180 л. С.), Сидінь 46 (+1). Швидкість до 113 км/г.
- Ikarus-412 — міський, низькопідлоговий, довжина 12 м.
- Ikarus-415 — міський, довжина 11,4 м, двигун RABA D10 UTS (180 к.с.), сидінь 20 (+1).
- Ikarus-417 — міський, зчленований, низькопідлоговий, довжиною 18 м.
- Ikarus-435 — міський, зчленований, довжиною 18 м.
- Ikarus-489 — міський, довжина 12 м.

#### Опис
Ікаруси моделей «415» і «412» довжиною 11,4 і 12,0 м мають місткість до 100 пасажирів і загальною масою 18 т. Моделі, в яких вміщується більше 170 місць, це варіанти «435» і «417». Вони мають довжину близько 18 м і повну масу 28 т. На них використовуються різні дизельні двигуни потужністю 218—310 к.с. і переважно автоматичні 4 — і 5-ступінчасті коробки передач. На їх основі пропонуються тролейбуси «415Т» і «435Т», також обладнані іноземними агрегатами і електроустаткуванням. Основним туристським автобусом залишається 49-місний Ikarus 386 довжиною 12 м і повною масою 18 т. На ньому встановлюються дизельні двигуни Raba або Detroit Diesel потужністю по 320 к.с., механічна 6-ступінчаста коробка передач ZF або автоматична 3-ступінчаста Voith, автоматична кліматична система, холодильник, міні-кухня, аудіо-і відеосистеми, електропривод люків у даху.

### 2010-ті (ARC-Ikarus)
| Типи        | Типи                               |
| ----------- | ---------------------------------- |
| Ikarus E127 | 12,7 м приміський (раніше ARC 127) |
| Ikarus E134 | 13,4 м приміський                  |
| Ikarus V127 | 12,7 м міський                     |
| Ikarus V134 | 13,4 м міський (раніше ARC 134)    |
| Ikarus V187 | 18,7 м міський (раніше ARC 187)    |

В грудні 2018 року з'явилася інформація, що «Ікарус» спільно з китайськими партнерами запустить в серійне виробництво електробус Ikarus-CRRC CityPioneer.

## Технічний опис комплектуючих

### Мотор
Один з основних моторів що встановлюються в автобуси марки «Ikarus» є Raba-D2156HM6U — дизельний двигун. Це дуже шумливий дизельний двигун, що робить шум у більш як 100 децибел в оточуючому середовищі. Іще одним недоліком залишаються величезні витрати палива, 26—40 літрів дизпалива на 100 кілометрів при швидкості 50—60 км/год.Об'єм паливного бака, літри 250. Обертальний момент, Нм 696—883.
| Рівень шуму                | Рівень шуму |
| -------------------------- | ----------- |
| За швидкості 0—20 км/год   | 100—120 Дб  |
| За швидкості 20—40 км/год  | 90 Дб       |
| За швидкості 40—60 км/год  | 70 Дб       |
| За швидкості 60—80 км/год  | 60 Дб       |
| За швидкості 90—120 км/год | 50 Дб       |